# Sportloto-82
Sportloto-82 (russisk: Спортлото-82) er en sovjetisk spillefilm fra 1982 af Leonid Gajdaj.

## Medvirkende
- Algis Arlauskas som Kostja Lukow
- Svetlana Amanova som Tanja Pegova
- Mikhail Pugovkin som San Sanytj Murasjko
- Andrej Tolsjin som Mikhail Golubev
- Mikhail Koksjenov som Stepa